# Leon Goretzka
Leon Christoph Goretzka (* 6. Februar 1995 in Bochum) ist ein deutscher Fußballspieler. Der Mittelfeldspieler spielte zwölf Jahre lang für den VfL Bochum und fünf Jahre für den FC Schalke 04. Im Jahr 2016 gewann er bei den Olympischen Spielen in Brasilien mit der Olympiaauswahl die Silbermedaille. Seit 2018 steht er beim FC Bayern München unter Vertrag, mit dem er 2020 das Triple aus Meisterschaft, DFB-Pokal und UEFA Champions League gewann.
Er ist A-Nationalspieler, wurde zwar nicht für die Europameisterschaft 2024 nominiert, erzielte jedoch am 20. März 2025 im Viertelfinal-Hinspiel der UEFA Nations League gegen Italien im Mailänder Giuseppe-Meazza-Stadion den Siegtreffer (76. Minute) zum 2:1-Auswärtssieg.

## Karriere

### Vereine

#### VfL Bochum
Goretzka begann vierjährig beim Bochumer Stadtteilverein Werner SV 06 mit dem Fußballspielen. 2001 wechselte er in die F-Jugendmannschaft des VfL Bochum. Als A-Jugendlicher wurde Goretzka vom ehemaligen Nationalspieler Dariusz Wosz trainiert. Zur Saison 2012/13 rückte er in die erste Mannschaft auf. In seiner Premierensaison bestritt er 32 Punktspiele und erzielte vier Tore.

#### FC Schalke 04

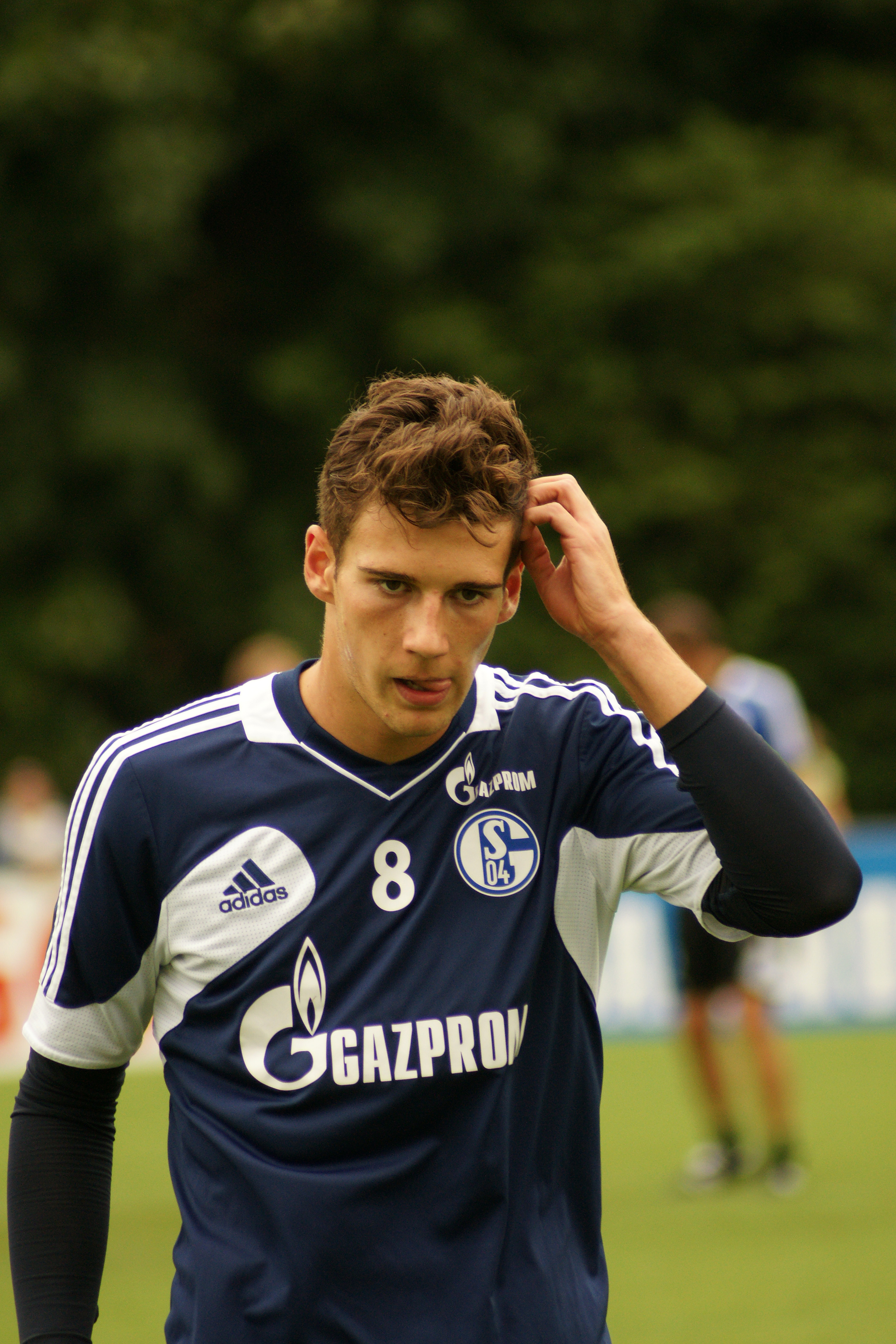
Goretzka im Jahr 2013

Zur Saison 2013/14 wechselte Goretzka zum Bundesligisten FC Schalke 04. Er erhielt einen bis zum 30. Juni 2018 laufenden Vertrag und das Trikot mit der Rückennummer 8. Bei seinen 25 Bundesligaeinsätzen erzielte er vier Tore und bereitete eins vor. Er beendete die Saison mit seiner Mannschaft als Drittplatzierter, der die direkte Qualifikation für die Champions League 2014/15 bedeutete. Nach der Rückrunde wurde er erstmals von Bundestrainer Joachim Löw für die A-Nationalmannschaft berücksichtigt.
Bei einem Testspiel beim DJK TuS Hordel erlitt Goretzka im Juli 2014 einen Muskelbündelriss im linken Oberschenkel und fehlte dadurch während der Vorbereitung zur Saison 2014/15 und fiel nach Rückschlägen in der Reha schließlich für die komplette Hinrunde aus. Insgesamt bestritt er zehn Punktspiele, allerdings nie über die volle Spielzeit. Hinzu kam ein Spiel für die zweite Mannschaft und ein Spiel gegen Real Madrid in der Champions League.
Die Vorbereitung zur Saison 2015/16 absolvierte Goretzka vollständig. In der Liga erspielte er sich einen Stammplatz im defensiven Mittelfeld an der Seite von Neuzugang Johannes Geis; teilweise wurde er auch im rechten Mittelfeld eingesetzt. Goretzka bestritt 15 von 17 Hinrunden-Spielen und bereitete drei Tore vor. In der Europa League qualifizierte er sich mit dem FC Schalke 04 für die K.-o.-Phase. Im DFB-Pokal-Wettbewerb schied er mit den Schalkern in der 2. Hauptrunde daheim mit 0:2 gegen Borussia Mönchengladbach aus.
Während der Saison 2017/18 musste Goretzka aufgrund einer knöchernen Stressreaktion im Unterschenkel zweimal pausieren und verpasste so einen Großteil der Hinrunde seines Klubs.

#### FC Bayern München

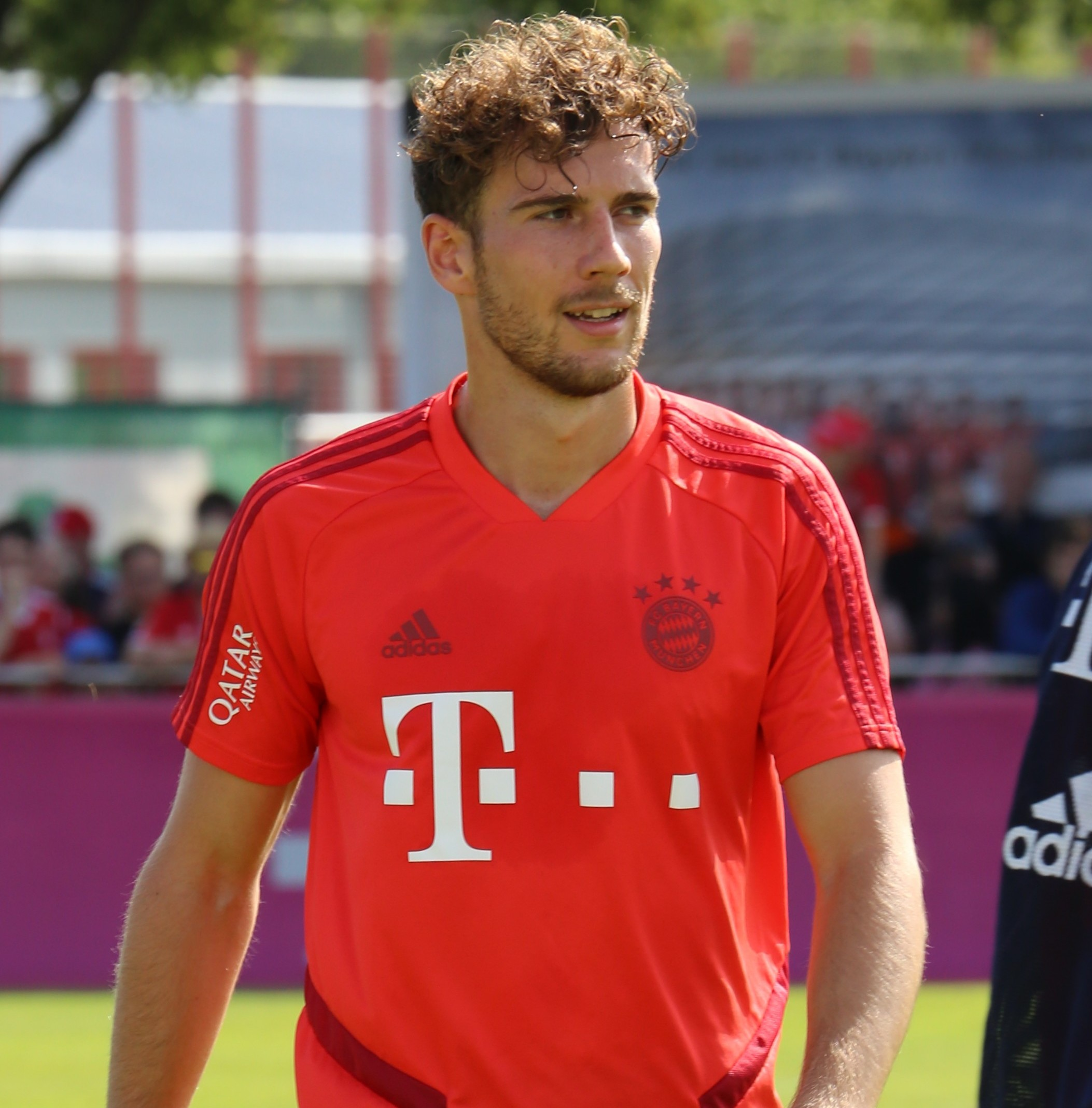
Goretzka während des Trainings (2019)

Zur Saison 2018/19 wechselte Goretzka ablösefrei zum FC Bayern München, bei dem er einen Vertrag mit Laufzeit bis zum 30. Juni 2022 unterschrieb. Rasch wurde Goretzka dort zum Stammspieler und bekleidete verschiedene Positionen im Mittelfeld, wobei er am häufigsten als „Achter“ in der Zentrale eingesetzt wurde. Goretzka gelangen wettbewerbsübergreifende 16 Scorerpunkte, mit der Mannschaft gewann er das „Double“ aus Meisterschaft und Pokal sowie bereits vor Saisonbeginn den Supercup. Am 15. Februar 2019 unterlief dem Mittelfeldspieler das schnellste Eigentor der Bundesligageschichte; nach nur 13 Sekunden landete der Ball für Augsburg im Tor der Bayern.
In der Folgesaison konnte er nach der 1. Pokalrunde verletzungsbedingt erst wieder ab Oktober 2019 für den Verein aktiv werden. Mit dem FC Bayern gewann der Mittelfeldspieler 2020 das Triple: Neben den beiden nationalen Titeln wurde nun auch das Endspiel der Champions League siegreich bestritten. Darüber hinaus gewann er mit seinem Team den UEFA Super Cup und den nationalen Supercup.
Sein Vertrag beim FC Bayern läuft bis 2026.

### Nationalmannschaft
Sein U-16-Nationalmannschaftsdebüt gab Goretzka am 15. November 2010 beim Freundschaftsspiel gegen Nordirland. Beim 3:2-Sieg erzielte er das 2:1. Am 24. August 2011 gegen die Türkei (4:0) gab er sein Debüt in der U-17-Nationalmannschaft, die er im Mai 2012 als Kapitän bei der U-17-Europameisterschaft in Slowenien ins Finale gegen die Niederlande führte. Goretzkas Führungstor zum 1:0 wurde in der Nachspielzeit ausgeglichen, das darauf folgende Elfmeterschießen gewannen die Niederlande.
Sein erstes Spiel für die deutsche U21 absolvierte er im August 2013 gegen die französische Equipe.
2014 wurde Goretzka in den vorläufigen Kader der deutschen A-Nationalmannschaft zur Weltmeisterschaft 2014 nominiert. Am 13. Mai 2014 absolvierte er im Freundschaftsspiel in Hamburg gegen die polnische Elf seinen Einstand für die Nationalmannschaft. Nach dem Spiel, in dem er sich eine Muskelverletzung zugezogen hatte, wurde er für das Vorbereitungs-Trainingslager wieder gestrichen.
Im September 2015 wurde er von Bundestrainer Horst Hrubesch zum Kapitän der U-21-Nationalmannschaft ernannt. In das olympische Fußballturnier 2016 in Rio de Janeiro ging Goretzka als Kapitän, fiel aber durch eine Verletzung in der Anfangsphase des ersten Spiels für den weiteren Turnierverlauf aus. Nach dem Finalspiel, das die DFB-Auswahl gegen Gastgeber Brasilien im Elfmeterschießen verlor, würdigte ihn sein Schalker Mannschaftskollege Max Meyer bei der Siegerehrung, indem er ein deutsches Trikot mit der Beflockung Goretzka hochhielt. Für den Gewinn der Silbermedaille erhielt er am 1. November 2016 das Silberne Lorbeerblatt.
Bundestrainer Joachim Löw berief Goretzka in den Kader für den FIFA-Konföderationen-Pokal 2017 in Russland. Sein erstes Länderspieltor erzielte er am 19. Juni 2017 im ersten Gruppenspiel um den Konföderationen-Pokal beim 3:2-Sieg gegen Australien. Nach dem Gewinn des Turniers durch die deutsche Mannschaft wurde er gemeinsam mit Lars Stindl mit dem „Silbernen Schuh“ als zweitbester Torschütze und mit dem „Bronzenen Ball“ als drittbester Spieler des Turniers ausgezeichnet.
2018 nominierte ihn Joachim Löw für die WM 2018; er kam nur 63 Minuten im letzten Gruppenspiel gegen Südkorea (0:2) zum Einsatz und schied mit der Mannschaft in der Vorrunde aus.
Mit der deutschen Auswahl erreichte er bei der Europameisterschaft 2021 das Achtelfinale, wo Deutschland gegen England ausschied.
Im November 2022 wurde er von Trainer Hansi Flick in den Deutschlandkader für die Fußball-Weltmeisterschaft 2022 berufen. Er schied, wie schon 2018, mit Deutschland in der Vorrunde aus. Dieses Mal kam er in allen drei Partien der Vorrunde zum Einsatz.

## Titel und Auszeichnungen

### Verein
International
- Champions-League-Sieger: 2020
- Klub-Weltmeister: 2020
- UEFA-Super-Cup-Sieger: 2020

National
- Deutscher Meister (6): 2019, 2020, 2021, 2022, 2023, 2025
- Deutscher Pokalsieger (2): 2019, 2020
- Deutscher Supercupsieger (3): 2018, 2021, 2025

### Nationalmannschaft
- Confed-Cup-Sieger: 2017
- Olympische Silbermedaille: 2016

### Auszeichnungen
- Silberner Schuh des FIFA-Konföderationen-Pokals 2017
- Bronzener Ball des FIFA-Konföderationen-Pokals 2017
- Preisträger der Fritz-Walter-Medaille 2012 in Gold[19]
- Tor des Monats: Oktober 2017
- Preisträger „Fußball-Felix“ 2017
- Revierfußballer des Jahres 2017[20]
- Bundesligaspieler des Monats Januar 2019[21]
- Einstufung als Weltklasse in der Rangliste des deutschen Fußballs: Sommer 2020
- Mannschaft des Jahres 2020[22] (als Mitglied des FC Bayern München)
- Fair Play Preis des Deutschen Sports 2020 für We Kick Corona (gemeinsam mit Joshua Kimmich)
- Mitglied der VDV 11: 2020/21

## Spielweise
Peter Neururer, sein Trainer zu Bochumer Zeiten, sagte über Goretzka, er habe „noch nie einen 18-Jährigen gesehen, der auch nur annähernd sein Potenzial besitzt“ und betitelte ihn als „Jahrhunderttalent“. Dariusz Wosz, Goretzkas A-Jugendtrainer, sagte, er sei ein „Ausnahmespieler, wie ich ihn bislang noch nicht hatte“.
Goretzka kombiniert Dynamik, Ballgefühl, Kondition und Torgefährlichkeit. Ihm wird ein großes Spielverständnis attestiert. Er kann sowohl die defensiven Positionen im Mittelfeld bekleiden als auch die Außenbahnen und die Position des Spielmachers. Am besten zur Geltung kommen seine Fähigkeiten in zentraler Position, etwa auf der 8. Sein sportliches Vorbild ist Toni Kroos, da Goretzka Parallelen in der Spielweise sieht. Er wurde aber auch schon erfolgreich als Innenverteidiger eingesetzt.

## Sonstiges
Goretzkas Vorfahren väterlicherseits waren Ruhrpolen. Goretzkas Vater arbeitete bei Opel in Bochum. Goretzka legte 2014 am Alice-Salomon-Berufskolleg in Bochum sein Abitur ab. Er hat drei Schwestern.
2020 gründete er aufgrund der Coronakrise zusammen mit Joshua Kimmich die Initiative We Kick Corona, in die die Fußballer eine Million Euro für soziale und karitative Einrichtungen einzahlten; weitere Profifußballer beteiligten sich ebenfalls an der Initiative. Er traf zudem die Überlebende des Holocausts Margot Friedländer zu ihrem 99. Geburtstag.
Im Oktober 2020 nahm Goretzka gemeinsam mit seinen Nationalmannschaftskollegen Kevin Trapp,  Joshua Kimmich, Niklas Süle und Lukas Klostermann sowie mit dem Direktor der Nationalmannschaften und Akademie Oliver Bierhoff an einer Spezialsendung von Wer wird Millionär? teil.
Im Dezember 2020 positionierte er sich in einem Interview der Welt am Sonntag deutlich gegen die AfD: „Für mich ist es keine Alternative, sondern eine Schande für Deutschland“.
Goretzka nahm als vom Bayerischen Landtag auf Vorschlag der SPD Bayern gewähltes Mitglied an der am 13. Februar 2022 stattgefundenen 17. Bundesversammlung teil.